# سيدني لويس
سيدني لويس (بالإنجليزية: Sydney Lewis)‏ هو أمين متحف أمريكي، ولد في 24 أكتوبر 1919، وتوفي في 12 مارس 1999.